# ハイバラメジロ
ハイバラメジロ（学名：Zosterops palpebrosus）は、スズメ目メジロ科に分類される鳥類の一種である。おもにアジアの熱帯の地域に生息している。

## 分布
アフガニスタン、中国、マレーシア、インドネシアに生息。おもにインド亜大陸から東南アジアにかけて生息している。

## 形態
全長約 8-9 cm。上半身は明るいオリーブ色をしており、のどから胸部までは黄色い。腹部は白っぽい灰色をしているが、ハイバラメジロの仲間の中には黄色いものもいる。

## 生態
マングローブや庭園などの十分に樹木が生育している環境に生息する。
食性は肉食。ゾウムシやアリなどの昆虫やその卵を食べる。基本的に群れで活動し、場所によっては他の鳥類の種と混群で採餌を行うこともある。
繁殖形態は卵生。地衣類、コケ、クモの糸、植物の毛などで椀型の巣を作り、内部に獣毛を敷いて木立や低木の枝に吊るす。一度に平均 2-4 個（普通は3個）の卵を産む。